# Chuột Minnie
Chuột Minnie hay Minnie Mouse là một nhân vật hoạt hình do Công ty Walt Disney tạo ra. Cô là người yêu lâu năm của Chuột Mickey, Minnie là một cô bé chuột nhân hóa thường xuất hiện với hình ảnh mang đôi găng tay trắng, đeo nơ trên đầu, mặc váy chấm bi, váy xòe hoa bên trong màu trắng và giày cao gót, đôi khi có đính dải ruy băng. Trong câu chuyện "The Gleam" của Mickey Mouse (xuất bản vào ngày 19 tháng 1 - ngày 2 tháng 5 năm 1942) do Merrill De Maris và Floyd Gottfredson sáng tác, là lần đầu tiên cô có tên họ đầy đủ là Minerva Mouse, mặc dù rất hiếm khi sử dụng.
Minnie có vẻ ngoài sang trọng, điềm đạm, có chút ngổ ngáo, lịch thiệp, vui vẻ và nữ tính. Cô luôn tràn đầy tình yêu và tình cảm, lịch sự với tất cả bạn bè và biết cách cư xử. Vào năm 2022, chiếc váy chấm bi đỏ của cô tạm thời được thay thế bằng một chiếc quần dài màu xanh lam với chấm bi đen và nơ đồng bộ, do Stella McCartney thiết kế.
Dải truyện tranh "Mr. Slicker and the Egg Robbers" (xuất bản vào ngày 22 tháng 9 - 26 tháng 12 năm 1930) giới thiệu cha cô, tên là Chuột Marcus và mẹ cô, nhưng giấu tên, cả hai đều là nông dân. Câu chuyện có những bức ảnh về Chuột Milton của Minnie cùng gia đình và ông bà ngoại của cô là Chuột Marvel và Chuột Matilda. Tuy nhiên, những người họ hàng nổi tiếng nhất của cô vẫn là Chuột Mortimer (Mortimer gần như là tên của Mickey) và hai cháu gái sinh đôi là Chuột Millie và Melody, mặc dù chỉ có Melody thường xuất hiện hơn. Trong nhiều bộ phim và truyện, Minnie được cho là bạn gái của Chuột Mickey và là bạn thân của Vịt Daisy, và cũng là một người bạn của Bò Clarabelle.
Nhân dịp kỷ niệm 90 năm, Chuột Minnie cũng có một ngôi sao trên Đại lộ Danh vọng Hollywood. Vào ngày 22 tháng 1 năm 2018, cô gia nhập hàng ngũ những nhân vật hoạt hình nổi tiếng khác khi nhận ngôi sao của chính cô trên Đại lộ Danh vọng Hollywood. Cô là nhân vật Disney thứ sáu nhận được vinh dự này, trước đó là Chuột Mickey, Vịt Donald, Winnie the Pooh, Tinker Bell và Bạch Tuyết.

### Nguồn gốc của nhân vật

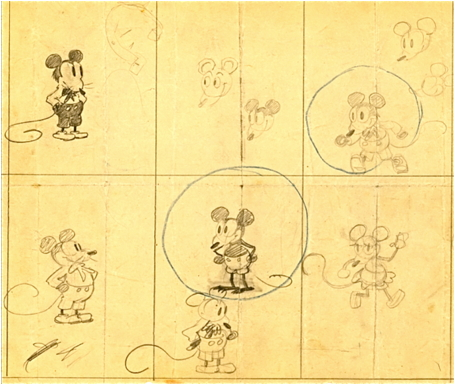
Khái niệm nghệ thuật từ đầu năm 1928; nhưng phác thảo sớm nhất của Chuột Mickey, cũng như cho thấy một phiên bản nữ của nhân vật (phía dưới bên phải), từ bộ sưu tập của The Walt Disney Family Museum.

## Lịch sử